# Милутин Јанковић
Милутин Јанковић (Дљин, Лучани, 1913 — Ушће, 3. јул 1944) је био жандармеријски наредник у Краљевини Југославији и командант 1. драгачевске бригаде у Првом равногорском корпусу, Југословенске војске у Отаџбини, у чину потпоручника и звању војводе драгачевског током Другог светског рата.

## Биографија
Јанковић је војни рок у Југословенској војсци служио у планинском пуку у Словенији. Показао се као одличан војник и дошао је до чина каплара. Након одслужења војног рока ступа у Жандармерију. Прву жандарску службу је добио у Загребу, међутим због прекомерне употребе силе према цивилима који су симпатисали хрватски национализам бива премештен у Београд, где је служио у дворској жандармерији у обезбеђењу краљевске породице и двора.

### Други светски рат
За време напада на Краљевину Југославију Јанковић се налазио у Београду као припадник дворске жандармерије. У данима напада ликвидирао је неколико фолксдојчера који су се јавно поздрављали немачки напад на Југославију. Јанковић је био у пратњи Југословенске владе која се из престонице евакуисала у Пале. После априлског слома вратио се са униформом и карабином у Дљин у Драгачево.
Током маја 1941. године распоређен је као жандарм у Мрчајевцима код Чачка. Јанковића је тражио Гестапо због ликвидације припадника немачке мањине. Агенти Гестапоа су дошли у Чачак где се у жандармеријској станици распитивали за Јанковића. По добијеним информацијама одлазе у Мрчајевце али га тамо не налазе, јер му је претходно колега жандарм телефоном јавио да се склони. Истог месеца је формирао једну групу четника у свом селу, а затим створио и прве наоружане чете и десетине.
Организацији пуковника Михаиловића приступио је одмах по његовом доласку на Равну гору. Као једног од поверљивих људи у организацији, Михаиловић је поставио потпоручника Јанковића за команданта четничких одреда у Драгачеву. Након тога, потпоручник Јанковић добија задатак да организује срез Ариљски, да учврсти дисциплину и да привуче што више народа за предстојећи устанак. Вршио је одређене задатке и у Врховној Команди, а учествовао је и у борбама за Краљево и Ваљево. По ослобођењу Чачка донета је одлука да се нападну јаке немачке снаге у Краљеву. Заједнички четничко-партизански штаб основан је 4. октобра 1941. на чијем челу је постављен мајор Радослав Ђурић.
Наредник Јанковић је учествовао у опсади Краљева где се нарочито истакао. Здружене четничко-партизанске снаге су затвориле све прилазе Краљеву држећи под опсадом јаке немачке снаге у граду. Покушавали су у више наврата да пробију немачку линију одбране и да продру до центра града, али немачке трупе су дејством из свих оруђа враћали на почетне положаје. Око 16. октобра 1941. Јанковић је са посебно одабраним четницима из своје борбене групе пресвукао у немачке униформе, а онда су успели да створе забуну и панику код непријатеља. Јаке немачке снаге су 20. октобра 1941. кренуле у против напад пробијајући опсаду. Немачка колона, са борбеним колима на челу је тада извршила пробој до манастира Жича. Продрeвши до манастира, савладали су Жички и Љубићки четнички одред, а потом су спалили манастирски конак. Командант опсаде мајор Радослав Ђурић је у помоћ на овој линији послао Борбену групу под командом наредника Милутина Јанковића и Штабну чету под командом поручника Драгомира Павловића. Јанковићева и Топаловићева јединица су у жестокој борби савладали Немце у манастирском забрану.
| „                                                             | Једини се издвајао од њих, у ношњи и наоружању, командант тог њиховог одреда... Висок, плећат, строгог мршавог бледог лица и изразито црне и праве, али не тако густе, мало дуже косе и ретке брадице. Звао се Милутин Јанковић. Једино је он носио пушкомитраљез и имао помоћника или пратиоца. | ” |
| — Јован Радосављевић, архимандрит (тада монах) манастира Жича | |   |

Након слома устанка прикрио се у околини Драгачева као један од нелегалних локалних команданата. По устројству ЈВуО и њеног посебног дела при самој Врховној Команди — „Телесне страже генерала Михаиловића“, постављен је за њеног команданта. Поред тога, вршио је и дужност команданта Драгачевске бригаде у II Равногорском корпусу од почетка 1942. до 1. јануара 1944, а такође и дужност команданта пратећег батаљона Врховног Штаба ЈВуО, од почетка 1942. до априла 1944. Године 1943. унапређен је у чин поручника и добио је титулу војводе Драгачевског.
Почетком 1944. против војводе Јанковића почели су да стижу први негативни коментари и прве жалбе. У извештајима Врховне Команде наводило се да се потпуно осамосталио и да је изигравао самосталног војводу по Драгачевском крају. Први који је желео да га спаси, био је генерал Михаиловић, али за то није хтео да чује командант II Равногорског корпуса, мајор Предраг Раковић који је већ планирао да питање војводе Јанковића стави пред преки војни суд. Оптужбе против њега су настављене и у наредним месецима. На Видовдан приликом одласка на службу у манастир Студеници, смртно је страдао од једног локалног четничког команданта.
Војвода Милутин Јанковић се окумио са генералом Михаиловићем који му је био сведок на венчању и крштењу првенца.

## Ратни злочини
Милутин Јанковић учествовао је у вршењу многих ратних злочина, због чега је добио надимак „Мурат" од локалног становништва. Ти злочини кретали су се од убистава, најчешће клањем, преко силовања (често испред рођака или супружника), па све до батинања локалног становништва. Окружни одбор СУБНОР-a Моравичког округа и општински одбори СУБНОР-а Лучана и Чачка објавили су 17. 12. 2002. године списак ових злочина због њиховог злонамерног занемаривања у тенденциозно написаној публицистичкој литератури ради кривотворења историјске истине и приказивања Јанковићевог лика у неутемељеном афирмативном светлу. Ови злочини укључују више од 40 поименично наведених ликвидација које је спровео он лично или његови људи, силовања 45 жена и 31 девојке, терања 345 недужних грађана у логоре и јавна батинања око 600 лица.